# Naumburg (Pfalz)
Die Naumburg, auch Ginsweiler, Neuenburg oder Naumburger Hof genannt, ist eine abgegangene Hangburg an einem Berghang nordöstlich des Naumburger Hofes bei der Ortsgemeinde Ginsweiler im Landkreis Kusel in Rheinland-Pfalz.
Die Burg wurde im 12. Jahrhundert von den Grafen von Veldenz zur Überwachung der Straße aus dem oberen Odenbachtal erbaut und 1223 erwähnt. Weitere Besitzer waren die Herren von Neuenburg. Vermutlich wurde sie bereits im ausgehenden Mittelalter aufgegeben. Deutlich ist im Gelände noch die Spornlage hoch über dem Odenbachtal zu erkennen. An einem Hofgebäude finden sich gotische Spolien, die von der Burg stammen könnten.